# دورنهایم
دورنهایم (به آلمانی: Dornheim) یک شهر در آلمان است که در ایلم-کرایس واقع شده‌است. دورنهایم ۵۸۳ نفر جمعیت دارد.